# Parartemia contracta
Parartemia contracta é uma espécie de crustáceo da família Branchipodidae.
É endémica da Austrália. 